# حريش داكن
حريش داكن (الاسم العلمي: Lithobius obscurus) هو نوع من المفصليات يتبع جنس الحريش من الفصيلة الحريشية.